# Чувствительность к удару
Чувстви́тельность к удару — характеристика взрывчатых веществ (ВВ), определяющая вероятность возникновения взрыва при внешнем воздействии ударного характера.
Чувствительность к удару чаще всего определяют в специальных устройствах, позволяющих получать воспроизводимые результаты. Наиболее распространёнными числовыми показателями являются:
- минимальное значение высоты падения груза на прибор, снаряжённый ВВ, при котором со 100-процентной вероятностью происходит взрыв этого ВВ в стандартных условиях
- процент взрывов при определённом числе испытаний с падением груза стандартной массы с определённой высоты на прибор, снаряжённый ВВ.

Чувствительность к удару для груза 2 кг:
- Нитроглицерин — 4 см;
- Гремучая ртуть — 2 см;
- Тротил — 100 см.